# Кармайкл (Саскачеван)
Кармайкл (англ. Carmichael) — село в канадській провінції Саскачеван.

## Населення

### Чисельність
| 2001 | 2006 | 2011 | 2016 |
| ---- | ---- | ---- | ---- |
| 20   | 10   | 30   | 58   |